# Joan Merla

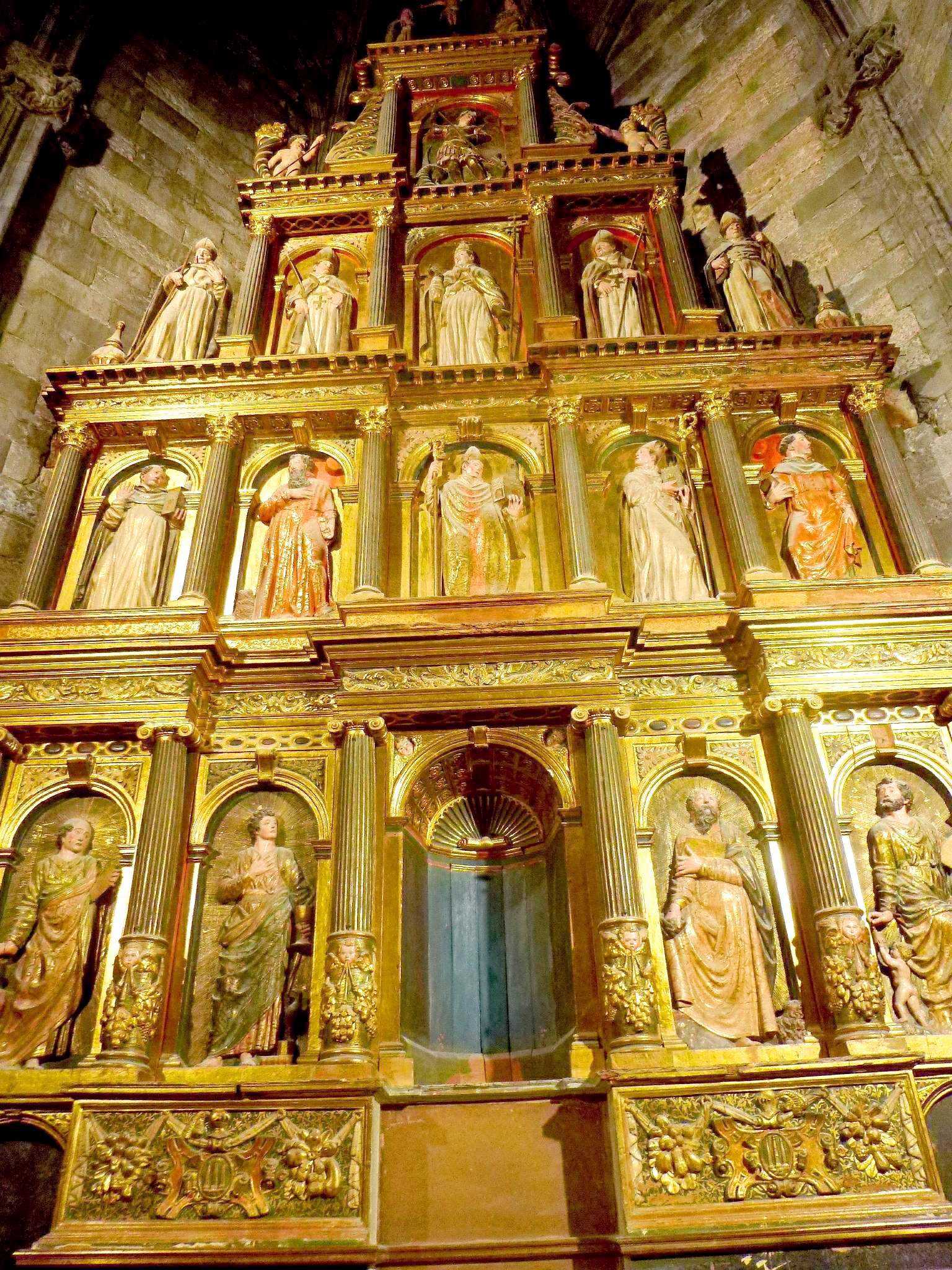
Der Altar der Heiligen Kirchenlehrer in der Kathedrale von Girona mit Reliefs und Halbreliefs von Joan Merla, vergoldet von Pere Martínez.

Joan Merla (wirkend 1597 und in den Folgejahren) war ein katalanischer Kunstschreiner und Bildhauer aus Barcelona, der im Übergang vom 16. zum 17. Jahrhundert wirkte.

## Leben und Werk
Joan Merla arbeitete mit an dem Altarbild Die Kirchenlehrer in der Kathedrale von Girona. Er führte die Schnitzereien und Halbreliefschnitzereien dieses Altarbildes in den Jahren ab 1597 aus. Die Informationen über diese Arbeiten stammen aus Verträgen, die Joan Merla mit Jaume d’Agullana, dem Erzdiakon des Empordà und Kanoniker der Kathedrale von Girona, schloss. Aus dem Dokument geht hervor, dass Merlas Aufgabe eigentlich in der Fertigung der innenarchitektonischen, hölzernen Teile der Altarbilder bestand, dass er in diesem Fall aber ausnahmsweise die skulpturalen bzw. Schnitzarbeiten auszuführen habe. Er war als Bildhauer unbekannt, musste sich beweisen und die geforderte Qualität liefern oder andernfalls diese Baustelle verlassen. Die anschließende Kolorierung bzw. Vergoldung des Altars und der Figuren erfolgte durch den Barceloneser Maler Pere Martínez.
Joan Merla agierte geschickt bei der Anwendung klassizistisch-vorbarocker Kunstfertigkeiten, was die Struktur des Tafelbildes deutlich macht. Insbesondere die Tafelbilder mit den Evangelisten werden als außerordentlich gut gelungen in der Fachwelt qualifiziert.
Die einzigen biografischen Daten zu Joan Merla, die der genannte Vertrag liefert, bestehen in den Aussagen, dass Joan Merla eine Schreinerwerkstätte in Barcelona betrieb, dass er verheiratet war und dass er die Arbeiten für die Tafelbilder in der Kathedrale von Girona vor Ort auszuführen habe.